# Bogdan Koczy
Bogdan Józef Koczy (ur. 1 maja 1951 w Chorzowie) – polski lekarz ortopeda-traumatolog, naukowiec i społecznik. Doktor habilitowany nauk medycznych, od 1983 Ordynator I Oddziału Urazowo-Ortopedycznego Męskiego, a od 1998 do 2021 dyrektor Samodzielnego Publicznego Wojewódzkiego Szpitala Chirurgii Urazowej im. dr Janusza Daaba w Piekarach Śląskich, konsultant wojewódzki ds. ortopedii i traumatologii.

## Życiorys

### Wykształcenie
Bogdan Koczy urodził się 1 maja 1951 roku w Chorzowie. Od dzieciństwa chciał zostać lekarzem, w związku z czym po ukończeniu I Liceum Ogólnokształcącego im. Juliusza Słowackiego w 1969 roku, rozpoczął studia na Śląskiej Akademii Medycznej w Katowicach, a w 1975 roku ukończył studia na Wydziale Lekarskim tej uczelni. Odbył również staże zagraniczne w klinikach w Anglii, Szwajcarii, Niemczech i Francji. W 1978 roku uzyskał specjalizację I stopnia, w 1982 roku II stopnia z zakresu chirurgii urazowo-ortopedycznej. W 1987 roku, dzięki obronie pracy doktorskiej pt. „Badania nad własnym modelem oceny biotolerancji stopów metalicznych stosowanych w chirurgii kostnej”, uzyskał tytuł doktora nauk medycznych. Odbył studia podyplomowe w Górnośląskiej Wyższej Szkole Handlowej na kierunkach: zarządzanie placówkami służby zdrowia (2000) oraz ochrona zdrowia w Unii Europejskiej (2004). W 2014 roku został mu nadany stopień naukowy doktora habilitowanego nauk medycznych.

### Kariera zawodowa
Bogdan Koczy zaraz po ukończeniu studiów związał się z piekarską „Urazówką”, gdzie osiągał kolejne szczeble zawodowej kariery. Pracę w szpitalu rozpoczął u boku dr Janusza Daaba, który powitał go śląskimi słowami „Czekom na Ciebie, synek. (...) Jesteś dużym mężczyzną, to nam się przydasz.” i został asystentem dyrektora. W 1983 roku, w wieku 32 lat, został najmłodszym ordynatorem szpitala na I Oddziale Urazowo-Ortopedycznym Męskim. W październiku 1998 roku zastąpił dr n. med. Ryszarda Wąsika na stanowisku dyrektora i do 2021 pełnił tą funkcję.”. Za jego kadencji szpital znacznie unowocześnił swoją bazę i stał się jednym z najlepszych w kraju w swojej kategorii, czego dowodem są certyfikaty, wysokie miejsca w ogólnopolskich plebiscytach i liczne nagrody. Sam Koczy również otrzymał wiele wyróżnień, a w 2010 roku został mianowany konsultantem wojewódzkim ds. ortopedii i traumatologii.
Bogdan Koczy jest aktywny społecznie, m.in. jako współzałożyciel Fundacji Paraplegii im. dr Janusza Daaba, której był przewodniczącym. Poza tym sprawował funkcję członka zarządu głównego, a także prezesa śląskiego oddziału Polskiego Towarzystwa Ortopedycznego i Traumatologicznego oraz Stowarzyszenia na Rzecz Osób Niepełnosprawnych.
Efekty jego działalności naukowej to ponad 50 prac, jako autor lub współautor, oraz współpraca z Politechniką Śląską w ramach Komitetu Badań Naukowych nad nową technologią biotolerancji stopometalicznej, mającej na celu poprawę biozgodności stopów używanych do produkcji ortopedycznych elementów metalowych z układem kostno-stawowym. Bogdan Koczy jest często gościem krajowych i zagranicznych konferencji naukowych, takich jak Europejski Kongres Gospodarczy 2012. Był również organizatorem kilku sympozjów międzynarodowych, przeprowadzonych w Piekarach Śląskich.

## Życie prywatne
Ma żonę Irenę, która jest dentystką oraz dwie córki, bliźniaczki Aleksandrę i Ewę, które również swą przyszłość związały z medycyną. Mieszka w Piekarach Śląskich, jest honorowym obywatelem tego miasta.
W młodości uprawiał piłkę ręczną i żeglarstwo. Obecnie jest miłośnikiem książek sensacyjnych i szybkich samochodów

## Nagrody i odznaczenia
- Brązowy Krzyż Zasługi (1984)[5]
- Srebrna odznaka „Zasłużonemu w Rozwoju Województwa Katowickiego” (1984)[5]
- Statuetka Prezydenta Piekar Śląskich (2002)[12]
- Krzyż Kawalerski Orderu Odrodzenia Polski (2004)[1][13]
- Kordzik Honorowy Państwowej Straży Pożarnej (2005)[14]
- Złoty Laur Umiejętności i Kompetencji – kategoria menadżer, lider społeczno-gospodarczy (2006)[15]
- Srebrny Medal „Za Zasługi dla Pożarnictwa” (2007)[16]
- Odznaka honorowa „Za zasługi dla ochrony zdrowia” (2010)[17]
- Honorowe Obywatelstwo Miasta Piekary Śląskie (2010)[5]
- Portret Polskiej Medycyny – Menedżer Rynku Zdrowia w kategorii placówek publicznych (2011)[18]